# Charles Lancelin
Charles Marie Eugène Lancelin mais conhecido como Charles Lancelin (Dreux (França), 04 de janeiro de 1852 – 1941), foi um magnetizador ocultista e autor francês fortemente inspirado pelo trabalho de regressão do Coronel Albert de Rochas e era fascinado pelos fenômenos magnéticos e espíritas.

## Biografia

### Na Infância
Charles Marie Eugène Lancelin nasceu em 04 de janeiro de 1852 em Dreux (França), desde cedo se interessou pelos fenômenos espíritas, mais precisamente, quanto surgiu o Livro dos Espíritos de Allan Kardec em 1857[carece de fontes?].

### Seus Mestres
Denotado como tendo uma mente brilhante e curiosa, rapidamente tornou-se um discípulo de Albert de Rochas (coronel interessado em manifestações de espíritos) e, portanto, ocuparam-se do estudo do sonambulismo, magnetismo animal e regressão da memória.
Utilizou os conselhos do médico Gérard Anaclet Vincent Encausse Papus juntamente com os do Doutor Hippolyte Baraduc (inventor das iconografias) para fotografar o invisível Homem descrito como consciente e metódico, Lancelin, explora todas as quimeras destes encontros da vida após a morte. Como escritor deixou uma vasta composição literária depois de todas suas pesquisa.

### Suas Teorias

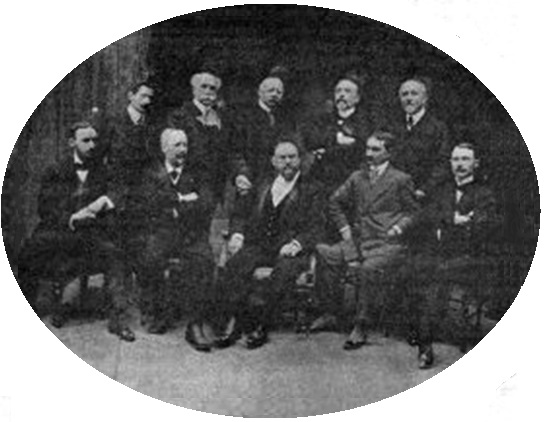
Foto tirada durante um Congresso psicológico

É relatado por Lancelin, em particular, o que se propõe a explorar as várias facetas da alma:
| “ | ... O Espírito é forçado a tomar um invólucro em relação ao meio ambiente por onde passa; todos esses invólucros em todos os casos, é a alma, que contém o espírito e, por sua vez está contido no corpo material, que é o financiamento necessário para o Espírito para coexistir fisicamente. | ” |

No método de duplicação pessoal, ele explica como separar de seu corpo físico e desenvolver habilidades psíquicas. Denomina-se isto de várias formas: transe, desdobramento, etc. Pode se então, ver neste desapego, torna-se a clarividência; se você pode ouvir é o clariaudiente. Lancelin denota vários exercícios para alcançar o objetivo almejado. Ele destaca o poder do pensamento e da necessidade de controlar a sua vontade.

### Magnetismo animal
Alguns autores descreve Lancelin como um dos maiores experimentadores no campo do Magnetismo animal, ao lado de Charles Lafontaine, Albert de Rochas,  Hector Durville que ao lado dos dois últimos exteriorizava-se através do mesmerismo o Corpo Astral.

### Últimos dias
Quinze anos após a edição do livro "Quelques aspects de la vie hermétique: L'Occultisme et la science", Lancelin morre no ano de 1941 coroado com uma vida de descobertas e estudos sobre a alma

## Obras
- La sorcellerie des campagnes, Ed. Chez Editeur guy tredaniel
- L au dela mythe ou realite, Ed. Chez Presses de valmy
- Methode de dedoublement personnel, Ed. Chez Fernand lanore
- L occultisme et la vie, Ed. Chez Editions adyar 1928
- Charles lancelin mes cinq dernieres vies anterieures ou meth, Ed. Chez Editions des champs elysees omnium litte
- L evocation des morts les sept voies d intercommunication en, Ed. Chez Ink book
- L ame humaine, Ed. Chez Nel
- L occultisme et la science, Ed. Chez Jean Meyer
- L’au-delà et ses problèmes
- La fraude dans la production des phénomènes médiumniques
- Comment on meurt, comment on naît
- La vie posthume, Ed. H. Durville, 1922, 424 p.
- La sorcellerie des campagnes
- Qu’est l’âme
- L’humanité posthume et le monde angélique, Ed. Henri Durville, 1922, 56p.
- Introduction à quelques points de l’occultisme expérimental
- L’évocation des morts
- L’occultisme et la vie
- L’occultisme et la science, Ed.Éditions Jean Meyer, 1926 678 p.
- Histoire mythique de Shatan, Ed. Nicolas Radulesco